# Sjöräddningskonventionen
Sjöräddningskonventionen, International Convention on Maritime Search and Rescue (SAR) eller SAR Convention, är en internationell konvention om sjöräddning, vilken utarbetats inom Internationella sjöfartsorganisationen  (International Maritime Organization - IMO).
Sjöräddningskonventionen antogs på en konferens i Hamburg 1979 med syfte att en nödsituation till havs skulle leda till att en räddningsinsats skulle organiseras av en Search and Rescue-organisation, oavsett var den inträffade, om nödvändigt i samarbete mellan grannländer. Till dess att sjöräddningskonventionen antogs, hade det inte funnits något internationellt system för genomförande av sjöräddningsoperationer, utan förhållande hade skiftat avsevärt från land till land. Däremot fanns redan tidigare skyldighet för fartyg till havs att ingripa vid sjönöd, inte bara enligt sedvana, utan också genom den internationella konventionen International Convention for the Safety of Life at Sea (SOLAS) från 1974).
I och med att Sjöräddningskonventionen ställde krav på betydande skyldigheter samt insatser för att bygga upp resurser, ratificerades inte konventionen av (tillräckligt) antal länder. Av detta reviderades konventionen genom en bilaga, som antogs 1998 och som trädde i kraft år 2000.
Konventionen kräver att anslutna länder ska tillhandahålla en adekvat räddningsorganisation för sina territorialvatten och uppmuntras att ingå avtal med grannländer för att dela upp havsområdena i sjöräddningsregioner, var och en med sjöräddningsansvar på en bestämd stat. 